# 七
【七】 — китайський ієрогліф. Один з 996 ієрогліфів, обов'язкових для вивчення в японській початковій школі.Дуже часто використовується на письмі в японській мові.

## Значення
1. сім, сімка.
2. семикратний, семиразовий; сім разів.
3. різновид римованої прози.
4. (яп.) нанацу — 4:00 або 16:00 годин (в традиційній системі відліку часу).

Ключ: 1 (一 + 1);  Кількість рисок: 2.
Введення ієрогліфа методом цанзє: 十山 (JU); Введення ієрогліфа чотирикутним методом: 40710. .
- Синоніми: 柒.

## Прочитання
| Китайська         |                         |                   |                   |                 |                 |
| Мандаринська мова | Мандаринська мова       | Мандаринська мова | Мандаринська мова | Кантонська мова | Кантонська мова |
| чжуїнь            | піньїнь                 | Вейд-Джайлз       | кирилиця          | ютпхін          | Єль             |
| ㄑㄧ ㄕㄤˇ        | qī (qi1) shǎng (shang3) | ch'i1 shang3      | ці шан            | cat1            | chat1           |

| Корейська |         |               |              |       |          |
|           | хангиль | стара латинка | нова латинка | Єль   | кирилиця |
| Звук:     | 칠      | ch'il         | chil         | chil  | чхіль    |
| Назва:    | 일곱    | ilgop         | ilgop        | ilkop | ільгоп   |

| Японська |              |               |              |
|          | кана         | латинка       | кирилиця     |
| Он:      | しち         | shichi        | сіті         |
| Кун:     | なな つ なの | nana tsu nano | нана цу нано |
| Ім'я:    | かず         | kazu          | кадзу        |